# زمین‌لرزه ۱۹۱۵ چین
زمین‌لرزه چین  در تاریخ ۳ دسامبر ۱۹۱۵ میلادی، برابر با ‎۱۱ آذر ۱۲۹۴، ساعت ۲:۳۹:۱۹ به زمان یوتی‌سی در چین رخ داد. بزرگی آن ۷ در مقیاس Ms اعلام شده‌است. زمین‌لرزه به وقت محلی در روز جمعه، ساعت ۱۰ روی داده و منطقه زمانی آن یوتی‌سی +۸ بوده‌است .
سازمان زمین‌شناسی آمریکا نیز جای این زمین‌لرزه را در مختصات ۲۹°۳۰′شمالی ۹۱°۳۰′شرقی / ۲۹٫۵°شمالی ۹۱٫۵°شرقی و بزرگی آنرا برابر با ۷ در مقیاس ریشتر اعلام کرده‌است. 
شمار کشتگان زلزله حدود ۱۷۰ نفر بوده‌است.